# Gemínids
Els Gemínids són una pluja de meteors causats per l'objecte 3200 Phaethon, el qual es pensa que és un asteroide de la família Pal·les. Aquest asteroide també seria el responsable dels Quadràntids, l'única pluja de meteors major no originada per un cometa. Els meteors d'aquesta pluja són lents, es poden observar al desembre i el seu pic es troba en entre el 13 i el 14 de desembre. Es pensa que la pluja s'anirà intensificant cada any. Les pluges més recents han mostrat entre 120 i 160 meteors per hora, sota condicions òptimes i entre les dues i les tres de la matinada en hora local. Els Gemínids s'observaren per primera vegada fa tan sols 150 anys, molt més recents que altres pluges com els Perseids o els Leònids.

## Radiant

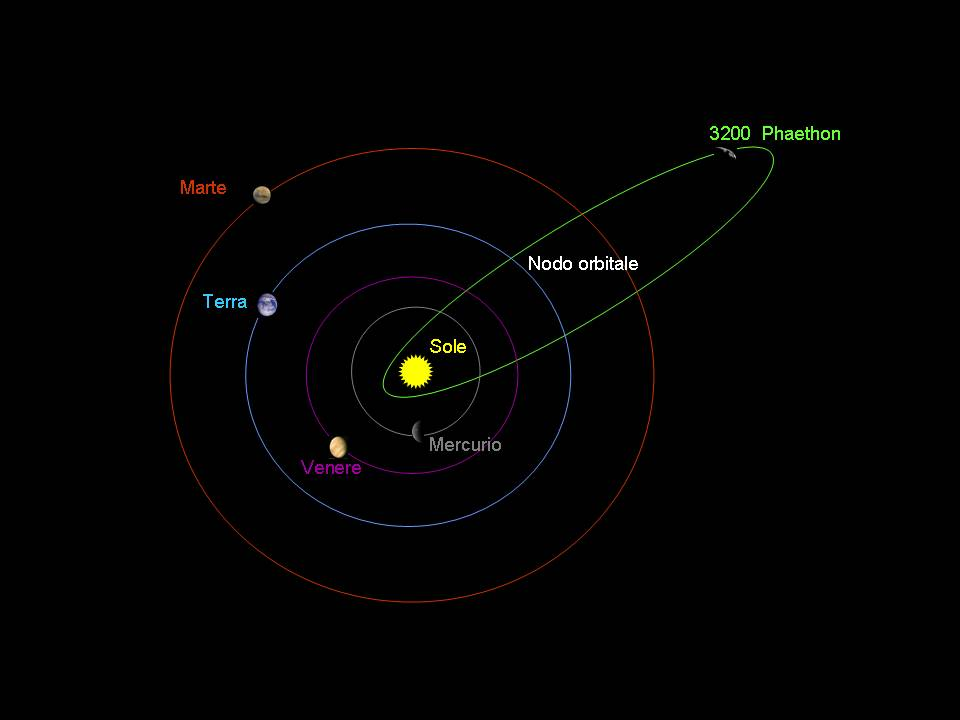
Òrbita de 3200 Phaethon

Els meteors d'aquesta pluja semblen venir del radiant de la constel·lació dels Bessons (d'aquí el seu nom). Això no obstant, poden aparèixer en qualsevol altre punt del cel, i sovint mostren una coloració groguenca. Els meteors viatgen a una velocitat mitjana amb relació a altres pluges, sobre els 35 km/s, la qual cosa les fa fàcilment observables.
La seva estructura és asteroïdal però la seva òrbita és cometària de fet, és molt el·líptica, dura 1,4 anys, passa a través de l'òrbita de la Terra a unes 0,15 ua (unitats astronòmiques) del Sol i el desembre de 1997 va arribar a 0,31 ua de la Terra.